# Tabla de enrutamiento
Una tabla de enrutamiento, también conocida como tabla de encaminamiento, es una tabla que almacena las rutas o caminos hacia los diferentes nodos en una red informática. Los nodos pueden ser cualquier tipo de dispositivo electrónico conectado a la red. La tabla de enrutamiento generalmente se almacena en un router, aunque también está contenida en cualquier host conectado a la red. Cuando los datos deben ser enviados desde un nodo a otro de la red, se hace referencia a la tabla de enrutamiento con el fin de encontrar la mejor ruta para la transferencia de datos.

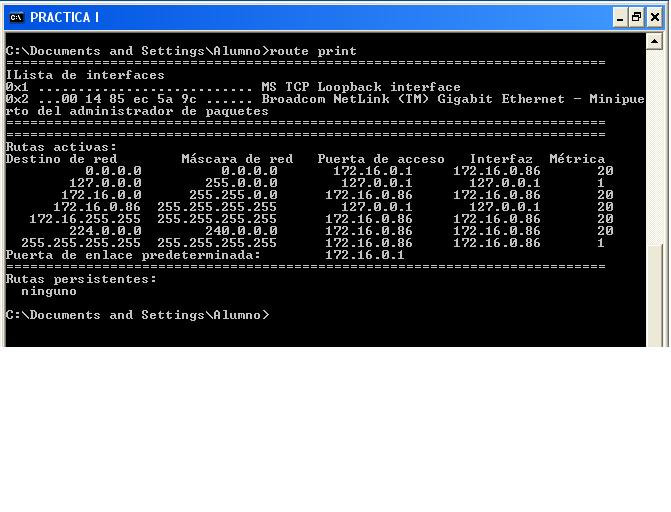
Tabla de enrutamiento (símbolo del sistema de Windows)

Cuando entre la red origen y destino es necesario atravesar otros nodos el método más común para enrutar los paquetes se conoce como Hop-by-hop. En estos casos cada router encuentra la dirección del siguiente nodo, utilizando su propia tabla de enrutamiento. El proceso se repite hasta llegar al destino final.
En una red muy amplia, con un número alto de nodos y routers, todas las tablas de encaminamiento de los routers deben ser coherentes entre sí, es decir, debe existir siempre la posibilidad de que el paquete de datos avance hacia su destino, evitando bucles infinitos. Esta condición aparece, por ejemplo, cuando un router "A" envía un paquete a un router "B", este lo envía al router "C" y este lo envía nuevamente al router "A", comenzando de nuevo el camino y sin posibilidad de salida. Los bucles de enrutamiento son un problema recurrente en las redes y por lo tanto, evitarlos es uno de los principales objetivos del diseño de protocolos de enrutamiento.
Cuando las redes son pequeñas normalmente se utilizan rutas estáticas, mientras que en redes más grandes es frecuente utilizar enrutamiento dinámico. 
Cada dispositivo ofrece diferentes mecanismos o herramientas para ver o modificar su tabla de enrutamiento. Por ejemplo, en el caso de Windows, a través del símbolo de sistema, se puede obtener la tabla de enrutamiento con el comando route print o netstat -r , o desde Linux con el comando route o ip route.

## Elementos de la tabla de enrutamiento
1. Destino de Red.
2. Máscara de red.
3. Puerta de Enlace.
4. Interfaz: Puertos Físicos.
5. Métrica.

## Tipos de enrutamiento
Existen dos tipos de enrutamiento o encaminamiento.
Enrutamiento estático: Las tablas de encaminamiento se crean de forma manual. El administrador de la red configura manualmente en el router la información de cómo alcanzar las diferentes redes remotas y es responsable de que todas las redes sean accesibles y de que la configuración esté libre de bucles. Cualquier cambio en la topología de la red requiere que el administrador agregue o elimine las rutas afectadas por dichos cambios.
Enrutamiento dinámico: La información necesaria para crear y mantener actualizadas las tablas de encaminamiento se obtiene de los otros routers de la red. Los routers utilizan los protocolos de encaminamiento para intercambiar información de sus tablas de encaminamiento con sus routers vecinos. Este tipo de configuración, define el conjunto de reglas y mecanismos mediante los cuales los routers intercambian su información. Una vez que el administrador pone en marcha el encaminamiento dinámico, las tablas de encaminamiento de los routers se ajustan automáticamente ante cambios en la red.